# Schwedischer Ölausstieg

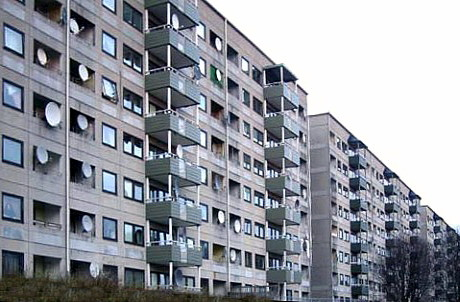
Wohnblock in Göteborg-Angered

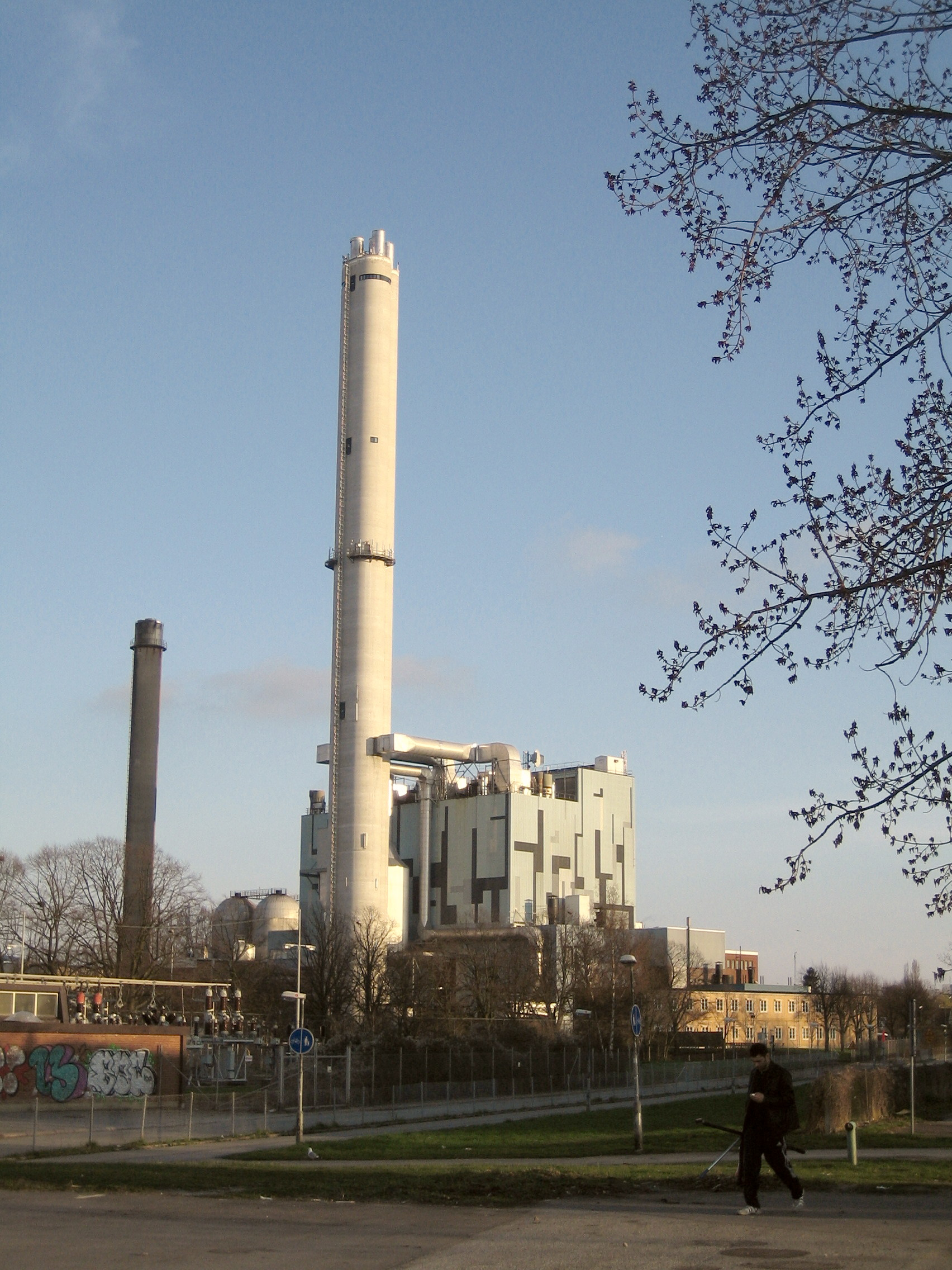
Heizkraftwerk Heleneholmsverket in Malmö

Als Schwedischer Ölausstieg werden die Maßnahmen der Energiepolitik Schwedens bezeichnet, die der Ankündigung der schwedischen Regierung folgen, sich im Rahmen der Energiewende unabhängig vom Erdöl machen zu wollen. Sie geht zurück auf Empfehlungen der Kommission gegen Ölabhängigkeit (Kommissionen mot Oljeberoende), die im Dezember 2005 tagte.
2015 bekräftigte die Schwedische Regierung ihr Ziel, eine der ersten fossilfreien Wohlfahrtsnationen zu werden. Nach Angaben der Internationalen Energieagentur (IEA) von 2013 plante Schweden den Verzicht auf Fossile Brennstoffe zum Heizen bis 2020 und für Kraftfahrzeuge bis 2030.
Um dieses Ziel zu erreichen, soll der Einsatz nichterneuerbarer Energieträger im Straßenverkehr und in der Industrie massiv reduziert werden. Zudem sollen sämtliche Gebäude zukünftig nur mehr mit erneuerbaren Energieträgern beheizt werden. Die Energieeffizienz insgesamt müsste um 20 Prozent steigen.

## Politische Zielvorgabe
Die von den Grünen und der Linkspartei geduldete sozialdemokratische Minderheitsregierung unter Göran Persson setzte sich 2005 für eine radikale Abkehr von fossilen Energieträgern ein. Schweden solle weltweit das erste Land sein, das von fossilen Brennstoffen unabhängig wird.
Dafür werden die folgenden vier Gründe angegeben:
- Der Einfluss des Ölpreises auf das Wachstum und die Beschäftigung der schwedischen Wirtschaft;
- Die Wechselwirkung zwischen Öl, Frieden und Sicherheit auf der ganzen Welt;
- Das große Potenzial Schwedens eigene erneuerbare Energien anstelle von Öl zu nutzen;
- Die Bedrohung durch den Klimawandel als Ergebnis extensiver Verbrennung fossiler Rohstoffe.

Obwohl eine vollständige Einstellung der Energieversorgung auf der Grundlage von Erdöl nicht beabsichtigt war, wurde das Jahr 2020 als Zielvorstellung für den „Ölausstieg in Schweden“ angesehen.

## Kommission gegen Ölabhängigkeit

### Zusammensetzung der Kommission
Mitglieder der Kommission waren der schwedische Ministerpräsident (statsminister) Göran Persson als Vorsitzender der Kommission sowie Repräsentanten aus der Forschung, der Wirtschaft und der Gesellschaft, wie Christian Azar (Technische Hochschule Chalmers), Lars Andersson (Bioenergieforscher), Lotta Bångens (Wortführerin Schwedischer Energieberater), Birgitta Johansson-Hedberg (Vorstandsvorsitzende von Lantmännen), Leif Johansson (Vorstandsvorsitzender der Volvo Group), Göran Johnsson (Vorsitzender des Schwedischen Metallarbeiterverbandes), Christer Segersteen (Wortführer der Waldbesitzer im Schwedischen Bauernverband) und Lisa Sennerby-Forsse (Hauptsekretärin des Forschungsrates für Umwelt, Agrarwissenschaften und Raumplanung – Formas).

### Empfehlungen der Kommission
Der Bericht der Kommission mit dem Titel Auf dem Weg zu Schwedens Ölfreiheit (På väg mot ett oljefritt Sverige) wurde im Juni 2006 veröffentlicht.
Das Komitee empfahl darin bis zum Jahr 2020 folgende Ziele zu verwirklichen:
- der Einsatz fossiler Energieträger im Straßenverkehr soll um 40 bis 50 Prozent reduziert werden.
- der Einsatz fossiler Energieträger in der Industrie soll um 25 bis 40 Prozent reduziert werden.
- sämtliche Gebäude sollen künftig nurmehr mit erneuerbaren Energieträgern beheizt werden.
- die Energieeffizienz soll um insgesamt 20 Prozent erhöht werden.

Langfristig wurde das Ziel anvisiert, Erdöl durch erneuerbare Energien und Energieeinsparmaßnahmen zu ersetzen und damit den Verbrauch fossiler Kraftstoffe komplett einzustellen. Schweden forcierte damit die energiepolitische Wende, die bereits während der Ölpreisschocks der 1970er Jahre eingeleitet wurde. 1970 deckte Schweden noch 77 Prozent seines Gesamtenergieverbrauchs durch Öl. Bis 2006 konnte der Anteil auf etwa 34 Prozent gedrückt werden. Der verbleibende Anteil wird weitgehend aus Kernenergie (33,5 % im Jahr 2003) und Wasserkraft generiert.
Die geplante Reduzierung der Kohlenstoffemission sollte teilweise durch die Realisierung der Vorschläge des Komitees erreicht werden. Die zum Zeitpunkt der Berichterstellung amtierende Energieministerin Mona Sahlin hielt fest: „Es wird immer bessere Alternativen zum Öl geben. Das bedeutet, dass kein Haushalt Öl zum Heizen brauchen und kein Autofahrer nur von Benzin abhängig sein sollte.“ Zudem wurde erwartet, dass der Ölausstieg die Rolle Schwedens in der nachhaltigen Entwicklung stärkt und die internationale Konkurrenzfähigkeit im wirtschaftlichen Bereich wächst.

#### Energiequellen

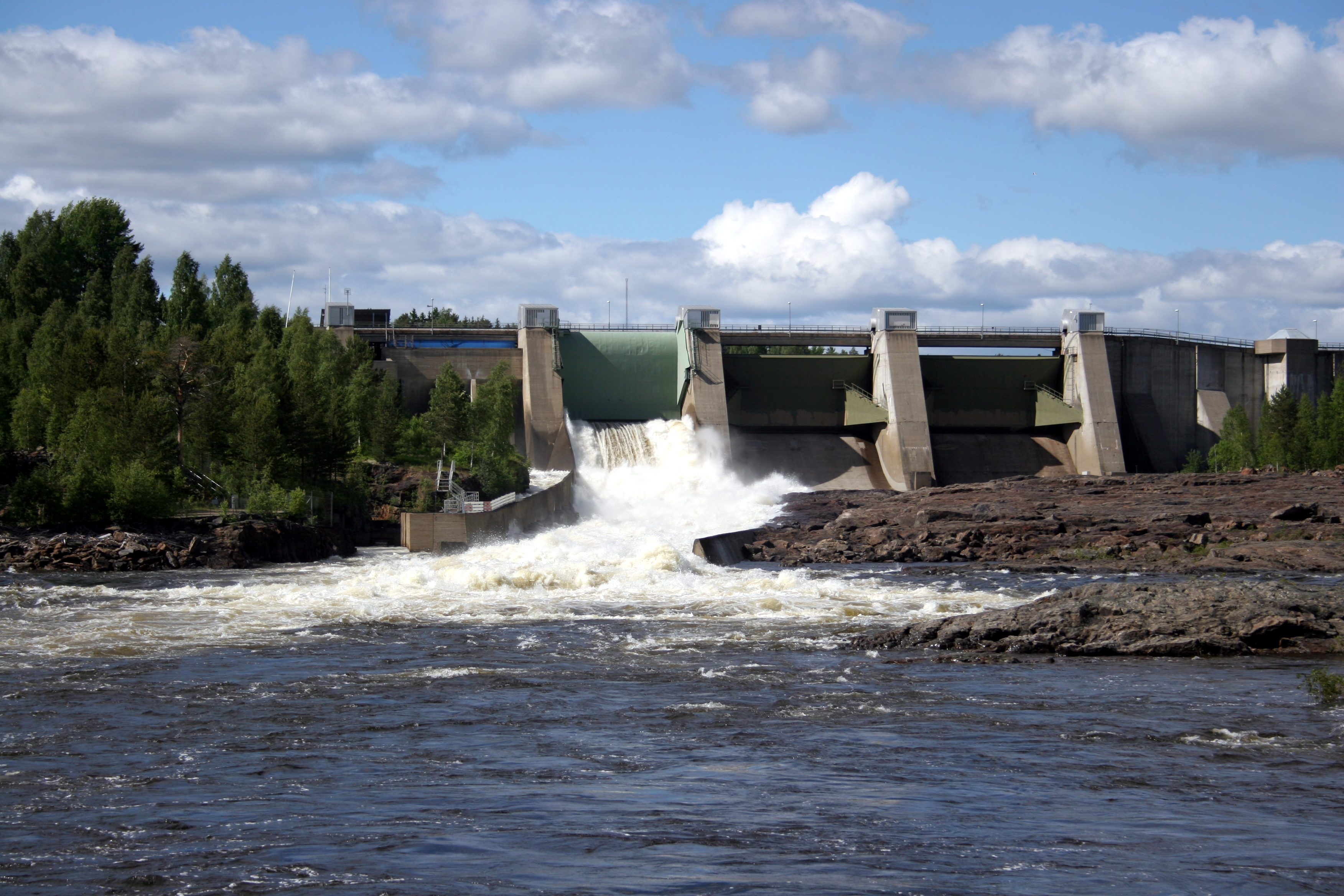
Wasserkraftwerk bei Stornorrfors

Technische Lösungen enthalten unter diesen Bedingungen die Weiterentwicklung von Solarzellen, Windparks, Wellenkraftwerken, einen großen Zuwachs an Fernwärmeanlagen, die verstärkte Verwendung von Wärmepumpen und der Anbau einheimischer Biokraftstoffe. Es wird erwartet, dass Forschung, Entwicklung und Kommerzialisierung dieser Technologien von der Regierung unterstützt werden.
Das Komitee empfahl weiterhin, dass die Regierung eine Zunahme der Nutzung von Erdgas nicht fördern sollte, da befürchtet wird, dass dies die Entwicklung von Biokraftstoff hemmen und die Verwendung von Gas als Ölersatz fördern würde.

#### Energieverbrauch

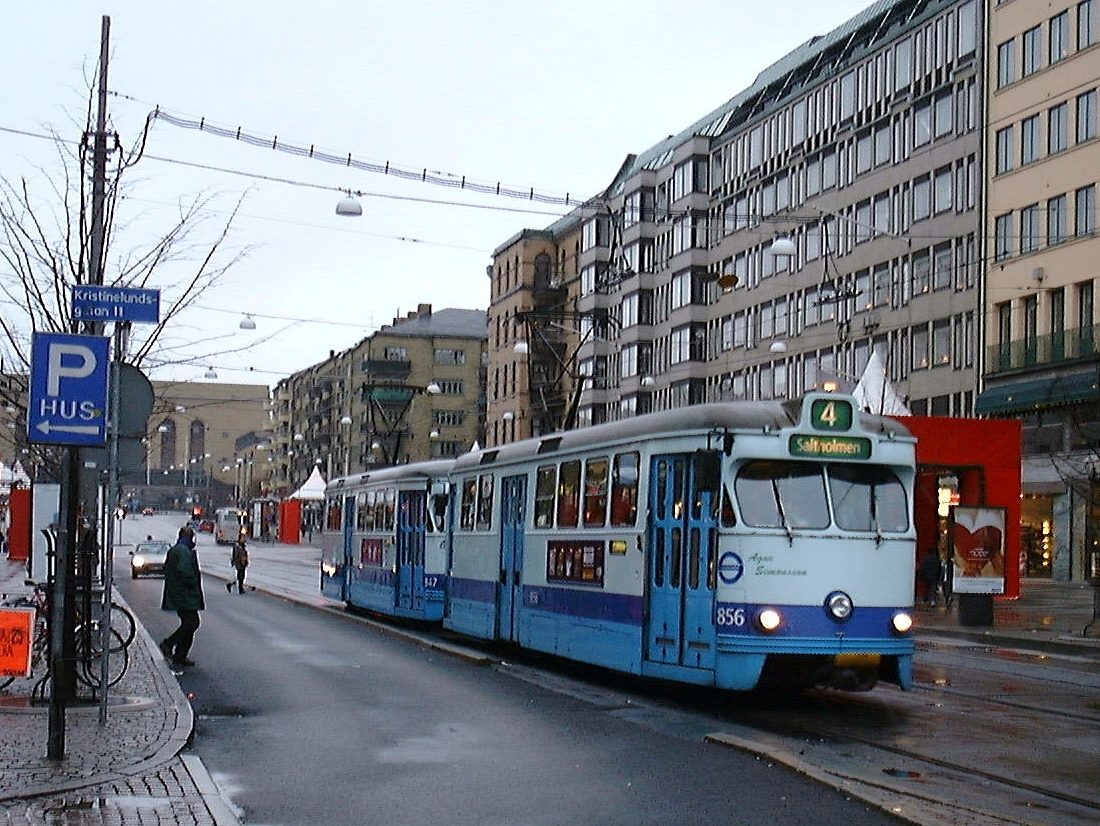
Straßenbahn in Göteborg

Um den Energieverbrauch zu senken, sah das Komitee vor, dass bis zum Jahr 2020 mindestens 75 Prozent aller neuen Gebäude unterhalb des energietechnischen Anforderungsniveaus Niedrigenergiehaus betrieben werden, ähnlich dem Gebäudestandard für Passivhäuser in Deutschland. Ferner sei es notwendig, bestehende Häuser zu modernisieren, was die Umstellung von Heizungssystemen auf Fernheizung, Biokraftstoffe oder Wärmepumpen einschließt.
Weiterhin erhoffte sich die Regierung mit dieser Maßnahme eine verstärkte Nutzung von Heimarbeit, Videokonferenzen, Internetkonferenzen, öffentlichen Verkehrsmitteln, Wasserwegen, Hybridantrieben und kleineren, leichteren mit Biodiesel betriebenen Autos.
Mit dem reduzierten Verbrauch in der Industrie sah die schwedische Regelung für die Vergabe von Emissionsberechtigungen eine Kürzung um 25 % ihres anfänglichen Niveaus bis 2020 vor.
Vermutlich sollten auch das Steuersystem, Bildung und öffentliche Initiativen zur Beeinflussung von Energieentscheidungen genutzt werden.

## Umgesetzte Maßnahmen und Fortschritt
Der gesamte Ölverbrauch in Schweden ging zwischen 2000 und 2013 jährlich um 0,8 % zurück.
Die Empfehlungen des Komitees wurden von der nationalen Automobilindustrie (BIL Sweden) unterstützt. Die Holzwirtschaft war gegen die Empfehlungen, da sie befürchtete, dass im Inland produzierte profitable Exporte gegen einkommensschwache heimische Produktionen von Biokraftstoffen eingetauscht werden.
2008 stammten 43 % der in Schweden genutzten Primärenergie aus erneuerbaren Quellen. Schweden war damit Spitzenreiter in der EU.
Centerpartiet (Die Zentrumspartei) schlug 2008 für Schweden vor, Benzinfahrzeuge bis zum Jahr 2025 und Ölheizungen bis zum Jahr 2020 zu verbieten.
Im September 2015 kündigte die Schwedische Regierung an, im Jahr 2016 4,5 Mrd. schwedische Kronen (470 Mio. Euro) in klimawirksame Maßnahmen zu investieren. Schwerpunkte sollten Solarenergie, Windenergie, Energiespeicher, intelligente Netze, saubererer Transport, Umwelttechnik, eine Fahrradstrategie und internationale Klimaarbeit sein.
Im Juni 2016 begann ein zweijähriger Feldversuch zur Nutzung von Oberleitungslastkraftwagen auf der Autobahn E16 zwischen dem Hafen von Gävle und einem zwei Kilometer entfernten Industriegebiet in Sandviken. Eingesetzt wird das eHighway System von Siemens mit zwei umgerüsteten Lastkraftwagen von Scania.